# Gustave Steinheil
Pour les articles homonymes, voir Steinheil.
Gustave Steinheil est un industriel et un homme politique français né le 19 décembre 1818 à Strasbourg (Bas-Rhin) et mort le 8 février 1906 à Rothau (Bas-Rhin). Maire de Rothau, il est député des Vosges de 1871 à 1872, siégeant à la droite de l'hémicycle. Il en démissionne en 1872 pour s'associer à son beau-frère Christophe Dieterlen (1818-1875), et prendre la direction d'une importante manufacture.

## Biographie
Fils d'un marchand d'étoffe à Strasbourg et propriétaire d'une filature et teinturerie de Rothau qui fait partie du département des Vosges, il s'inscrit à 16 ans à l'école de Commerce de Leipzig et en sort diplômé en 1837 puis poursuit son apprentissage à Paris et dans l'ouest de la France avant de rentrer en 1842 à Rothau pour travailler dans l'entreprise de sa grand-tante et l'hérite en 1847. Il dirige avec son beau-frère Christophe Dieterlen. Il pense pendant un temps devenir pasteur, marqué par le mouvement du Réveil. Il est nommé maire de Rothau en 1852 jusqu'en 1871, il instaure une politique sociale avec des œuvres de charité, des habitations à bon marché, hôpital et cours du soir ainsi qu'une participation au bénéfice. Il est favorable à l'Empire à l'inverse de son neveu, Paul Boegner, ami de Jules Ferry, et préfet des Vosges entre 1877 et 1887. 
Il fréquente les Legrand, industriels protestants. L'entreprise de Steinheil et de son beau-frère prospère comptant plus de 600 ouvriers vers la fin du Second Empire quand la crise cotonnière frappe et qu'il fonde en 1869 le Syndicat des industries cotonnières de l'Est. Après la guerre de 1870 et l'annexion, son beau-frère et Armand Lederlin, son directeur, s'installent à Thaon-les-Vosges pour prendre alors la direction de la Blanchisserie et teinturerie de Thaon, une entreprise d'ennoblissement de textile, qui devient la plus importante entreprise vosgienne.
En février 1871, il est mis en avant comme candidat par le comité libéral de Saint-Dié et figure sur une liste républicaine, notamment dans le journal Le Mémorial des Vosges. Dans sa profession de foi, il indique clairement que la défaite est due à la « démoralisation » de la société et qu'il faut que les ouvriers se mettent « à l'école du Christ » tout en se ralliant à la République. Le 7 février, il est incarcéré par les Allemands pour une protestation anonyme rejetant l'annexion, écrite en réalité par son beau-frère, relâché, il gagne encore en popularité. Il s'inscrit alors à la Gauche républicaine et prononce le 16 juin 1871 un discours évoquant la cause de la Commune comme sociale et religieuse, indiquant que la France n'était pas assez religieuse, mettant en avant les exemples de l'Angleterre et des États-Unis. Il démissionne en mai 1872 car il veut rester en Alsace occupée pour s'occuper de son entreprise, il envoie une lettre ouverte à ses électeurs et indique que le « renouveau de la France ne sera couronné de succès qu'à la condition que la religion revive parmi [eux]. » Il explique aussi qu'il veut une république libérale avec une France libre et en paix avec l'Allemagne et redoute une nouvelle guerre pour l'Alsace, préférant la région comme une zone d'interface économique et culturel entre les deux nations. Il quitte alors la vie publique jusqu'en 1887 où il proteste contre l'obligation d'avoir un passeport pour les français voulant aller en Alsace-Lorraine. En 1888, il se présente et échoue à des élections locales et publie une brochure où il conseille aux Alsaciens de ne plus protester et de « se vouer au de leur pays[, l'Allemagne]. ». Défenseur de l'orthodoxie protestante, il publie de nombreux ouvrages théologiques en allemand et en français.
Gustave Steinheil eut, entre autres, un fils, Robert Steinheil (1863-1944), qui fut gérant de Berger-Levrault après avoir épousé Maggie Berger-Levrault, ainsi qu'une fille Hélène (1850-1878) épouse du pasteur Tommy Fallot.

## Œuvres et publications
- Compte-rendu d'un député démissionnaire des Vosges, (Versailles), 1872.
- La République et la question ouvrière, H. Bellaire (Paris), 1873, 32 p., lire en ligne sur Gallica.
- Ma participation au mouvement électoral en février 1890, Impr. de Berger-Levrault (Nancy), 1890, 18 p., lire en ligne sur Gallica.
- Les Bassins de la Bruche, Berger-Levrault, 1901, 14 p.

## Distinctions et hommages
- Chevalier de la Légion d'honneur[2](12 août 1868).

Depuis 2010, une école élémentaire de Rothau porte son nom.

### Bibliographie

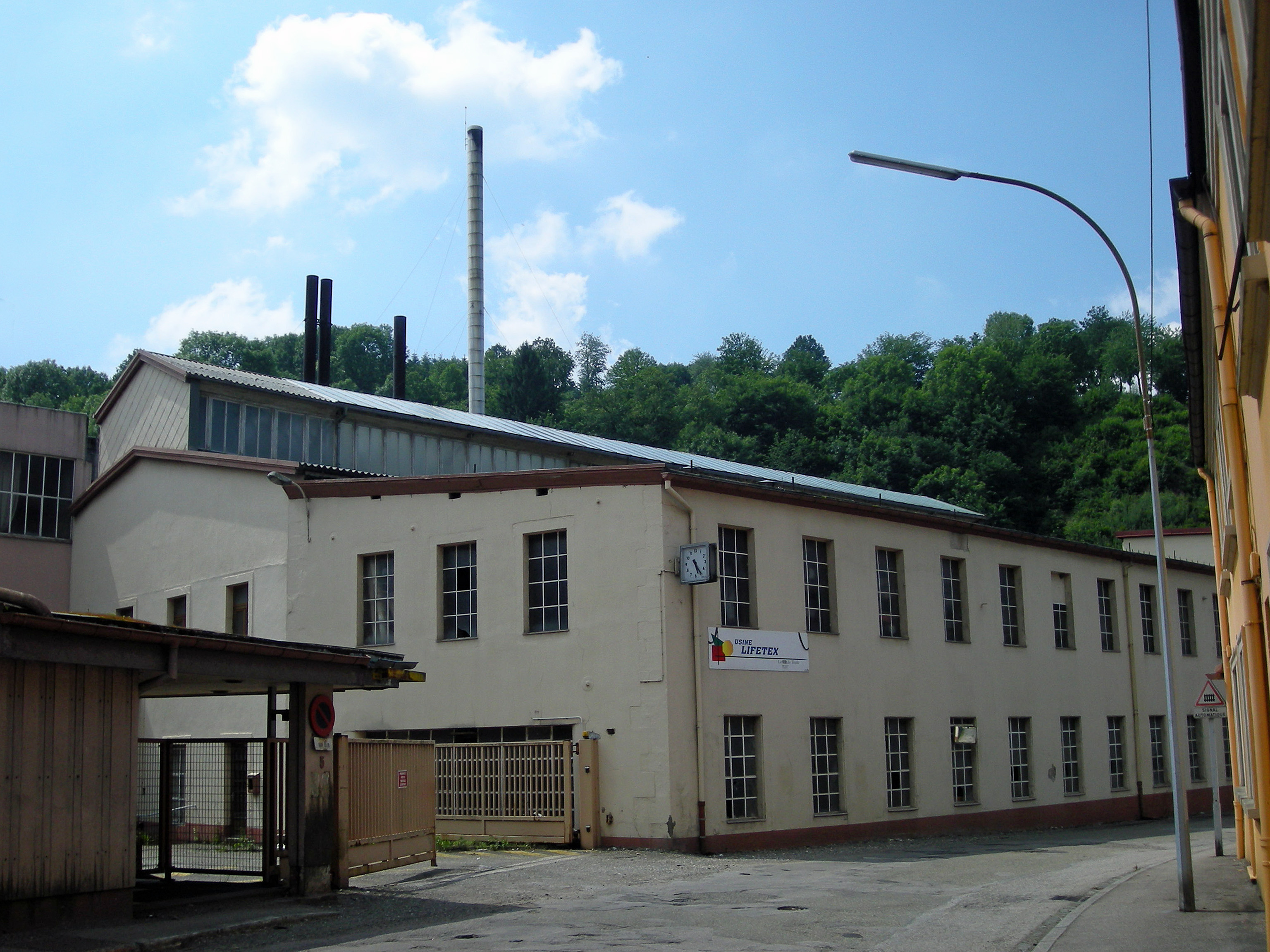
Ancienne usine Steinheil à Rothau